# Boluminski Highway
Der Boluminski Highway ist die Hauptverbindungsstraße auf Neuirland in Papua-Neuguinea. Er führt von der Hauptstadt Kavieng 264 km an der Ostküste der Insel entlang bis Namatanai. Etwa 120 km bis Bol Village ist die Straße asphaltiert, von dort bis Namatanai besteht die Oberfläche aus geschotterten Korallen.
Der Highway wurde nach Franz Boluminski benannt, der von 1900 bis 1913 Stationsleiter und Bezirksverwalter von Nord-Neumecklenburg war.
Boluminski ließ von der Bevölkerung der Dörfer an der Ostküste der Insel eine befestigte Straße bauen, um eine Verbindung zwischen den Pflanzungen zu schaffen, auf denen vor allem Kokospalmen zur Kopra-Gewinnung angebaut wurden. Die Straße wurde Kaiser-Wilhelm-Chaussee benannt.
Jedes Dorf wurde mit dem Bau und mit der Unterhaltung eines Teilabschnitts der Straße beauftragt. Boluminski veranstaltete Wettbewerbe unter den Dörfern mit Belohnungen und Strafandrohungen. Wenn ein Abschnitt nicht gepflegt und ausgebessert wurde, musste die Dorfbevölkerung seine Wagen mit dem Pferd über die Löcher in der Straße tragen. Trotz dieser ungewöhnlichen Methoden genießt Baron Boluminski nachhaltige Popularität auf der Insel.
1921 wurde Neumecklenburg wieder in New Ireland zurückbenannt und die Kaiser-Wilhelm-Straße erhielt den Namen East Coast Road. Bis in die 1950er Jahre war sie die beste Straße in Papua und Neuguinea. Als Papua-Neuguinea 1975 unabhängig wurde, erhielt die Straße den Namen Boluminski Highway.
Die Straße ist heute die Hauptverkehrsstraße und Lebensader der Insel.